# I Cani
I Cani sono il progetto musicale del cantautore e produttore romano Niccolò Contessa. Nelle esibizioni dal vivo Contessa è stato accompagnato nel 2011-2012 da Gino Maglio e Marco "Supermarket" Daretti e nel 2013 da Andrea Suriani (My Awesome Mixtape), Valerio Bulla (Ancien Régime), e Simone Ciarocchi (Masoko).

## Storia
(Niccolò Contessa)
Niccolò Contessa, classe 1986, dopo essere stato il bassista dei La Routine, e membro del duo elettronico Tavrvs, attira l'attenzione su internet nel giugno 2010, quando i brani I pariolini di 18 anni e Wes Anderson vengono caricati con il nome di "I cani" sul sito SoundCloud (il primo brano viene caricato parallelamente anche sul canale YouTube), ottenendo rapidamente molti ascolti e diventando presto un fenomeno virale ancor prima di aver realizzato album o essersi esibito pubblicamente. Contessa preferisce mantenere l'anonimato e, anziché diffondere in rete foto in cui è visibile il volto, promuove la sua musica con Polaroid di varie razze di cani.
(Niccolò Contessa, 29 giugno 2011, L'Unità)
Nel dicembre 2010 il cantautore scrive il brano Il pranzo di Santo Stefano in esclusiva per la compilation natalizia A polaroid for Christmas 2010 del blog Polaroid, che aveva pubblicato una sua intervista nel giugno del 2010.
Il 10 maggio 2011 Contessa, allora ancora anonimo, si esibisce acusticamente per presentare l'album di debutto a Piazza Vittorio a Roma con il brano Le coppie per "Soluzioni Semplici", la web tv del Circolo Degli Artisti di Roma.
Nella primavera del 2011 il brano I pariolini di 18 anni viene remixato da un altro utente del sito SoundCloud, ragazzodiperiferia. Nel novembre del 2011 il remix viene incluso poi nella compilation gratuita dell'etichetta che produce I Cani, la 42 Records.

### Il sorprendente album d'esordio de I Cani
Dopo una modesta promozione tramite il web I Cani ricevono varie proposte per firmare un contratto discografico. Tra queste emerge l'etichetta indipendente 42 Records di Emiliano Colasanti alla quale i membri del gruppo si affidano «perché ci sembravano i più attenti al modo in cui la musica viene diffusa e ascoltata al giorno d'oggi.»
Dal 3 giugno l'album di debutto, Il sorprendente album d'esordio de I Cani, viene reso disponibile in formato digitale sul sito di 42 Records e su iTunes, nella cui classifica raggiunge il sedicesimo posto degli album più venduti già il giorno seguente. Viene messa in vendita anche una tiratura limitata a 500 copie del vinile.
L'album raggiunge la terza posizione nella categoria "Opera prima (per un cantautore)" delle prestigiose Targhe Tenco dietro a L'ombra della mosca di Cristiano Angelini e Make Me a Picture of the Sun di Carlot-ta.
L'8 giugno viene presentato in esclusiva sul sito di Wired il primo videoclip della band, Hipsteria, un collage di fotografie realizzato dal collettivo Art Cock scattate ed elaborate esclusivamente con l'applicazione per iPhone Hipstamatic. Oltre ad essere un voluto omaggio al cortometraggio del 1962, La jetée di Chris Marker, a cui si ispirò Terry Gilliam per L'esercito delle 12 scimmie, viene presentato come una riflessione sul significato dell'immagine ai tempi dei social network e come una storia che corre parallela a quella raccontata nella canzone. La bassa qualità di immagine e l'atipicità rispetto ai videoclip contemporanei sono aspetti voluti dal cantautore. Inoltre l'utilizzo dell'iPhone, oltre a essere meno dispendioso, ha permesso di riprendere laddove con una cinepresa professionale ci sarebbero state più difficoltà, sia pratiche che di montaggio. Il brano è stato scritto per esprimere le difficoltà degli adolescenti odierni, dediti nel dover gestire un'immagine di sé stessi attraverso "vetrine" virtuali come i social network.
L'8 giugno Contessa si esibisce senza mostrare il volto in una versione acustica di un medley dei brani che compongono l'album di debutto e una cover di Strangers dei Kinks, per il sito della rivista Il Mucchio Selvaggio.
Il 10 giugno 2011 l'album d'esordio Il sorprendente album dei Cani, distribuito da Audioglobe, viene reso disponibile per l'acquisto nei negozi di dischi.
Il cantautore rimane nell'anonimato fino al 12 giugno 2011, quando durante l'esibizione con i membri degli Ancien Régime al MI AMI Festival 2011 toglie il sacchetto di carta dalla testa, finita l'esecuzione di Theme From the Cameretta. Nonostante ciò, sceglierà di celare il viso anche successivamente in occasione di video-interviste o live.
Il 3 luglio il gruppo partecipa al Soluzioni Semplici Festival a la Casa del Jazz di Roma.
Il 5 ottobre viene pubblicato sul canale ufficiale YouTube del gruppo il secondo videoclip estratto dall'album d'esordio: Velleità. Il videoclip, prodotto da Zinzer Production e dal progetto "Sporco Impossibile", è diretto da Daniele Babbo detto DaNdADDy, già regista di video come Cara catastrofe di Le luci della centrale elettrica, Gomma dei Baustelle e Saldati di Dente. Il video viene presentato come un «road movie inquietante» e una citazione del videoclip di Wrong dei Depeche Mode e del film Drive.
L'8 ottobre dal Circolo Degli Artisti di Roma parte Il sorprendente tour d'esordio de I Cani, seguono le date di Perugia, Torino, Bologna, Brescia, Conegliano, Trieste, Milano, Firenze, Marostica, Mantova, Parma, Lecce, Bari, Napoli, Modica, Catania, Palermo, Pisa, Modena e Ravenna.
Dal 20 gennaio 2012 parte da Arezzo il Tour 2012 che tocca le regioni Marche, Sardegna e Liguria, non incluse nel tour precedente. Seguono le date di Torino, Genova, Castelletto Cervo, Cagliari, Sassari, Oristano, Bologna (con i Gazebo Penguins), Marghera, Milano, al Velvet Club di Rimini, Foligno, Scandiano, Firenze, Roma (al Piper Club con i Gazebo Penguins).
Il 12 febbraio viene pubblicato sul canale ufficiale Youtube della band il videoclip di Perdona e dimentica diretto da Lorenzo Muto e prodotto da Davide Caucci utilizzando le riprese effettuate durante il tour dell'anno precedente. È un omaggio ai Pop-Up Video tipicamente anni novanta, la cui grafica è stata curata da Simona De Luca. Nei pop-up viene scritto scherzosamente: «I Cani si sono formati nel 1998 a un concerto dei Morcheeba sebbene i due tastieristi si conoscessero già dalle elementari» «Nessuna delle persone filmate in questo video ha firmato una liberatoria. Non si fa.» «Il pubblico dei Cani ha in media 12 anni e mezzo.»
Nell'aprile del 2012 eseguono una reinterpretazione di Con un deca degli 883, inclusa nella compilation digitale del sito Rockit.it Con due deca dedicata a cover degli 883. Max Pezzali ha espresso il suo apprezzamento dicendo «sono rimasto folgorato: ragazzi che avrebbero dovuto essere anagraficamente e artisticamente lontanissimi da quella canzone la interpretavano come se fosse cosa propria, con un'intensità e una “pertinenza” devastanti.»

### I Cani non sono i Pinguini non sono I Cani
Il 21 aprile 2012, in occasione del Record Store Day, i Cani e i Gazebo Penguins pubblicano uno split EP intitolato I Cani non sono i Pinguini non sono I Cani reso disponibile in un'edizione limitata fluorescente in formato vinile 10" da To Lose La Track e 42 Records con la distribuzione e collaborazione di Audioglobe. La realizzazione grafica è stata affidata al collettivo di illustratori "Legno", che avevano precedentemente collaborato con i due gruppi rispettivamente per il merchandising e l'album Legna del 2011.
Il Lato A I Pinguini non sono I Cani è stato registrato al Roma Nord Kwassa Kwassa Studio, missato da Giacomo Fiorenza e masterizzato da Andrea Suriani presso l'Alpha Dept Studio di Bologna; contiene l'inedito Asperger e Wes Anderson, brano de I Cani dedicato al regista, reinterpretata dai Gazebo Penguins modificando il testo inserendo riferimenti ad altri brani dell'album d'esordio. In merito ad Asperger, brano dedicato all'omonima sindrome, Contessa ha affermato: «È una cosa su cui gli informatici americani giocano molto. Ma dice molto di un fenomeno che ha preso piede anche da noi, che a un certo punto arriva uno psichiatra o lo studio di un ricercatore e che dice che se ti senti un po' così è perché hai quel disturbo, e dando un nome a questa cosa ti fa sentire meno di merda.»
Il Lato B I Cani non sono i Pinguini è stato registrato, mixato e masterizzato da Andrea Sologni e Andrea Suriani presso Igloo Audio Factory e Alpha Dept Studio di Bologna, con la collaborazione di Raffaele Marchetti e Stefano Villani alla chitarra in Wes Anderson; contiene l'inedito Nevica dei Gazebo Penguins e la reinterpretazione realizzata da I Cani di Senza di te.
Il 28 aprile il gruppo si esibisce con un dj-set insieme ai Gazebo Penguins all'evento "I cani non sono pinguini non sono scrittori" alla Locanda Atlantide di Roma per presentare l'uscita dell'EP e per inaugurare la nuova collana di tascabili mini della casa editrice Minimum Fax, nota al mondo musicale indipendente italiano per aver pubblicato la raccolta di racconti Cosa volete sentire - Compilation di racconti di cantautori italiani.
Il gruppo è stato selezionato insieme a Il Teatro degli Orrori, Roy Paci & Aretuska, i Bud Spencer Blues Explosion, i Crookers, gli One Way Ticket, il Management del dolore post-operatorio, i Ministri, Erica Mou, i Fabryka, i Serpenti, Mama Marja, gli Insintesi e i Figli di Madre Ignota per partecipare alla 20ª edizione del Sziget Festival, che si è tenuto dal 6 al 13 agosto 2012 a Budapest.
Nel maggio 2013 viene pubblicato il nuovo album Musica X della formazione Perturbazione, contenente la canzone Questa è Sparta realizzata in collaborazione con la band romana.

### Glamour
Il 10 ottobre 2013, durante il concerto degli Editors all'Alcatraz di Milano, viene distribuito un volantino con un link segreto al brano Non c'è niente di twee, che anticipa l'uscita del nuovo LP.
Il 22 ottobre 2013 viene pubblicato, in formato digitale e streaming, Glamour, il secondo album della band: Contessa ha dichiarato che la decisione di fare questo nuovo disco è arrivata dopo aver ascoltato l'album Fantasma dei Baustelle. Nel disco, composto da undici tracce, c'è una canzone dedicata all'artista Piero Manzoni, chiamata appunto Storia di un artista, e un'altra dedicata all'album Sfortuna del gruppo italiano Fine Before You Came, chiamata FBYC (sfortuna). Inoltre, il brano Corso Trieste vede la partecipazione della band emo-core emiliana Gazebo Penguins, ed i brani Roma Sud e Theme from Koh Samui sono realizzati insieme al musicista noise Cris X. Il disco contiene anche una ghost track intitolata 2033, in collaborazione con Matteo Bordone; la traccia era presente solo sulla copia fisica, salvo essere poi caricata sul profilo SoundCloud della band.
Glamour è stato prodotto da Niccolò Contessa assieme a Enrico Fontanelli degli Offlaga Disco Pax, missato da Giacomo Fiorenza (già produttore del primo album della band) e registrato presso l'Alpha Dept. Studio di Bologna. Anche questo disco esce sotto la label romana 42 Records; della distribuzione si occupa Universal. A poche ore dalla pubblicazione del pre-order Glamour è salito ai primi posti della classifica iTunes, dove è rimasto per circa venti giorni, riscontrando un buon esordio anche nella classifica FIMI.
Il nuovo tour inizia il 16 novembre 2013 a Mosciano Sant'Angelo, per continuare fino a marzo 2014 e, dopo una pausa di un paio di mesi, da maggio fino ad agosto per il tour estivo, esibendosi in locali e festival lungo tutta la penisola. A partire da questo tour i Cani si presentano al pubblico con la formazione composta da Contessa, Bulla, Ciarocchi e Suriani.
Il 5 maggio 2014 viene pubblicato sul canale YouTube della band il video di Corso Trieste, unico videoclip estratto dall'album, diretto dal giornalista Tim Small.

### Aurora

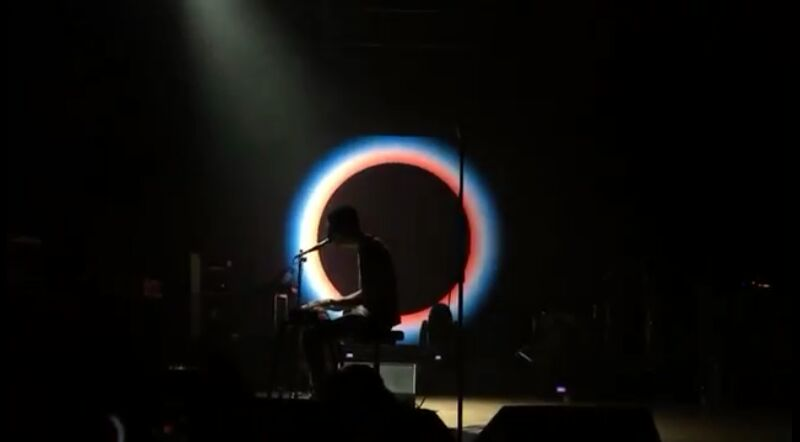
Niccolò Contessa, frontman della band, durante l'esibizione al piano della canzone Sparire, all'Alcatraz di Milano il 21 febbraio 2016

Il 5 ottobre 2015 il conduttore televisivo Alessandro Cattelan, tramite un post sul suo profilo Twitter, svela l'uscita di un nuovo disco della band romana, anticipando il titolo del primo singolo, Baby Soldato. La notizia è confermata dalla band tramite Facebook il giorno stesso. L'8 ottobre 2015 il singolo viene pubblicato sul social network e trasmesso in anteprima da Radio 2. Pochi giorni dopo la band annuncia due date speciali per promuovere il nuovo album, il 21 febbraio 2016 all'Alcatraz di Milano, e due giorni dopo all'Atlantico di Roma, rapidamente in sold-out. Contestualmente, pochi giorni dopo, viene pubblicata la notizia della realizzazione da parte di Niccolò Contessa della colonna sonora originale per il film La felicità è un sistema complesso di Gianni Zanasi, nonché della collaborazione di Contessa nella produzione di Mainstream, secondo album del cantautore latinense Calcutta. Il frontman romano prende inoltre parte al libro Il problema purtroppo del precariato di Alessandro Gori, scrivendone la prefazione.
Il 29 novembre 2015 viene pubblicato il videoclip di un nuovo singolo, Il Posto Più Freddo. A gennaio 2016 viene annunciato il titolo del terzo album della band, Aurora, distribuito a partire dal 29 gennaio. L'uscita del disco è anticipata da un'intervista al sito rockit.it, nella quale Contessa spiega le ispirazioni del suo terzo lavoro in studio, nonché da un terzo singolo, Non finirà, e dall'annuncio di una terza data inaugurale per il 20 febbraio, al The Cage Theatre di Livorno.
Aurora è stato prodotto da Niccolò Contessa, di nuovo in collaborazione col produttore e turnista live Andrea Suriani, e registrato come il suo precedente presso gli studi Apha Dept. di Bologna, sempre per 42 Records. L'artwork della copia fisica contiene immagini catturate nello spazio: le riflessioni sull'esistenza e sul cosmo costituiscono infatti il nucleo tematico principale dell'album, che comprende anche riferimenti alla matematica, all'economia e al buddhismo. I componenti della band dal vivo sono indicati all'interno della copia fisica come Niccolò Contessa, Valerio Bulla (ideatore dell'artwork), Simone Ciarocchi, Andrea Suriani e Francesco Bellani. Questo nostro grande amore, traccia di apertura dell'album, è presente nella colonna sonora del film The Pills - Sempre meglio che lavorare, uscito al cinema nel 2016.
Riguardo alle influenze dell'album, Contessa ha dichiarato: «Mentre lo scrivevo sicuramente ho ascoltato Elton John, Tobias Jesso Jr., una dose fisiologica di Battisti e Battiato che ascolto da tanti anni [...] Un pezzo di questi anni che mi è piaciuto molto è “Bored in the U.S.A.” di Father John Misty.»
L'album è stato accolto molto positivamente sia da parte del pubblico che della critica specializzata e, per la prima volta nella carriera della one man band, ha ottenuto un consistente aumento di visibilità anche grazie alle interviste su riviste e quotidiani quali Rolling Stone, La Repubblica, Il manifesto, Il Sole 24 Ore e altri. La band annuncia un mini tour di undici date per il mese di aprile, in cui inanella un'impressionante serie di sold-out, tanto da dover aggiungere una seconda e una terza data al Locomotiv Club di Bologna. L'ondata di popolarità porta la band in tv ben due volte ad inizio 2016: a Quelli che il calcio, Rai 2, il 7 febbraio, e allo show E poi c'è Cattelan, Sky Uno, il 10 marzo.
Il 15 marzo la band annuncia la partecipazione al MI AMI Festival per la data del 27 maggio, a cinque anni di distanza dalla primissima apparizione dal vivo proprio alla rassegna milanese. A questa prima data si aggiungono, a comporre il tour estivo, altre diciotto date in club e festival di tutta Italia.

### Ultimi lavori
Il 29 aprile 2016 viene pubblicato il singolo Due anime di Max Pezzali, scritto da Pezzali insieme a Contessa.
Nel 2017 ha ricoperto nuovamente il ruolo di produttore contribuendo alla scrittura di 3 brani dell'album Faccio un casino di Coez. La collaborazione con Coez si rinnova due anni più tardi con l'album È sempre bello.
Dal 2020 Contessa collabora con Tutti Fenomeni, lavorando alla scrittura e produzione degli album Merce funebre e Privilegio raro.
Il 6 dicembre 2023 esce a sorpresa l'EP I Cani Baustelle, split album con la band di Montepulciano; inizialmente disponibile solo in vinile, il disco viene pubblicato sulla piattaforma Bandcamp nel corso della stessa giornata.
Il 10 aprile 2025 viene pubblicato senza preavviso sulle piattaforme digitali il quarto album, Post mortem. Il disco è prodotto da 42 Records e distribuito da Sony Music Entertainment Italy.

## Stile
Lo stile vocale di Contessa è stato paragonato a quello di Max Gazzè (di cui dapprima dice di aver ascoltato poco e poi cita tra le influenze musicali), Francesco De Gregori, Daniele Silvestri, Amedeo Minghi, Francesco Bianconi dei Baustelle, con cui condivide anche le sonorità. Vengono inoltre tracciati parallelismi con Vasco Brondi e gli Offlaga Disco Pax, che rispettivamente nel 2008 con l'uscita di Canzoni da spiaggia deturpata e nel 2005 con Socialismo tascabile (Prove tecniche di trasmissione) diventarono un fenomeno culturale nel panorama musicale indipendente italiano.
Contessa ha dichiarato a Il Mucchio Selvaggio di aver avuto dapprima l'intenzione di fare un tipo di musica più rivolto al noise elettronico di Tom Waits e soprattutto dei Times New Viking, ma che successivamente non si rivelò adatto all'approccio cantautorale dei testi, a cui si adeguano piuttosto le melodie orecchiabili tipicamente pop. Successivamente dichiara di voler fare semplicemente «punk col computer» provando a «far suonare i synth come chitarre» creando «una struttura da canzone rock [...] con i suoni elettronici» e di ritrovare nella propria musica i The Cure, i New Order e in generale la new wave ma anche i Sebadoh, i Pavement, i Wavves, i Times New Viking, Alberto Camerini, Piero Ciampi, Franco Battiato, Diaframma e Pop X. Ha inoltre ammesso di aver preso spunto dal linguaggio diretto dei testi hip hop perché tendenti a riferirsi, oltre che a creare, un immaginario culturale specifico e in questo contesto di essersi ispirato soprattutto a TruceKlan.
I testi hanno continui riferimenti alla quotidianità e all'attualità, "canzoni piene di oggetti, marche, tic, personaggi [...] che l'anno prossimo o al massimo quello dopo ancora chi se le ricorda più. Canzoni da nuovo millennio, appunto", commenta Stefano "Fiz" Bottura su Rockit.it. Questi aspetti fecero pensare a moltissime persone, quando iniziarono a circolare in rete le prime canzoni, che "I Cani" fosse in verità un progetto segreto di Max Pezzali e Mauro Repetto nato dal desiderio di riunire gli 883. I personaggi e le situazioni descritti nelle canzoni tendono, con il loro citazionismo, a riferirsi all'ambiente musicale indipendente italiano, soprattutto quello romano. In merito a questo il cantautore ha ribattuto: «Non ho fatto che parlare del mio ambiente e delle cose che avevo conosciuto in prima persona. Non mi è mai passato per la testa di essere il portavoce di una generazione o di una città.»

## Accoglienza

### Critica
Emanuele Tamagnini scrive su nerdsattack.net che l'album di debutto «scevra da premeditazione e pregiudizi d'alcun genere, è un album assai furbo e di maniera, piacevole in alcuni momenti di catchy pop baustelliano, seppur i ragazzi (ragazzi?) non raggiungano mai l'apice lirico dei montepulcianesi, che pian piano deriva piegandosi alla monotonia e al già sentito [...] questo disco [è] adatto e credibile (nella sua idea di fondo) solo se visto con gli occhi under 16 di un qualsiasi Dawn Wiener di turno, mentre musicalmente lo trovo disadatto e basta».
Aldo Lastella sul blog de la Repubblica scrive: «Troppa attenzione alle parole, come sempre nei poppettari italiani, che hanno questa urgenza di dire come se fossero sullo sgabello a recitare poesie di Natale per i grandi [...] Si può dire qualcosa anche con la musica se la si cura [...] il rock è un po' sbrodoloso, la voce ha un timbro leggermente antipatico [...] Ma insomma, almeno non rompe le palle come quello della Centrale Elettrica».
Stefano Bartolotta, parlando del primo lavoro dell'artista romano, scrive su Ondarock: «I nove moderni affreschi de I Cani sono quanto di più aderente alla realtà possa essere rappresentato da una canzone».
Marco Pipitone su Il Fatto Quotidiano inserisce l'album d'esordio tra i peggiori dischi del 2011, definendolo «inconsistente».
Contessa ha però ricevuto apprezzamenti da scrittori come Roberto Saviano e artisti come Caparezza.

## Formazione dal vivo (parziale)

### Membri attuali
- Niccolò Contessa – voce, tastiere[29][30]
- Valerio Bulla – basso[95] (2011-presente)
- Simone Ciarocchi – batteria[96] (2011-presente)
- Andrea Suriani – tastiere (2013-presente)
- Francesco Bellani – tastiere (2016-presente)

### Ex componenti
- Gino Maglio – tastiere[95] (2011-2012)
- Marco "Supermarket" Daretti – tastiere (2011-2012)

## Discografia

### Album in studio
- 2011 – Il sorprendente album d'esordio de I Cani
- 2013 – Glamour
- 2016 – Aurora
- 2025 – Post mortem

### EP
- 2012 – I cani non sono i pinguini non sono i cani (con i Gazebo Penguins)
- 2023 – I Cani Baustelle (con i Baustelle)

### Singoli
- 2011 – Hipsteria
- 2011 – Velleità
- 2012 – Perdona e dimentica
- 2013 – Non c'è niente di twee
- 2015 – Baby soldato
- 2015 – Il posto più freddo
- 2016 – Non finirà
- 2018 – Nascosta in piena vista
- 2020 – Alla fine del sogno (demo)
- 2021 – Un altro Dio
- 2022 – Fiore

### Colonne sonore
- 2015 – La felicità è un sistema complesso (Gianni Zanasi, 2015)
- 2018 – Troppa grazia[97] (Gianni Zanasi, 2018)
- 2020 – I predatori[98] (Pietro Castellitto, 2020)
- 2023 – Enea (Pietro Castellitto, 2023)

### Altro
- 2012 – Con un deca, cover degli 883 inclusa nella compilation digitale del sito Rockit.it Con due deca

### Videoclip
| Titolo              | Anno | Autore                   |
| ------------------- | ---- | ------------------------ |
| Hipsteria           | 2011 | Art Cock                 |
| Velleità            | 2011 | Daniele Babbo (Dandaddy) |
| Perdona e dimentica | 2012 | Lorenzo Muto             |
| Wes Anderson        | 2012 | Luca Lumaca              |
| Come Vera Nabokov   | 2014 | Bennet Pimpinella        |
| Corso Trieste       | 2014 | Tim Small                |
| Il posto più freddo | 2015 | Niccolò Contessa         |
| Non finirà          | 2016 | Maurizio Montesi         |